# Los Mercados (Duratón)

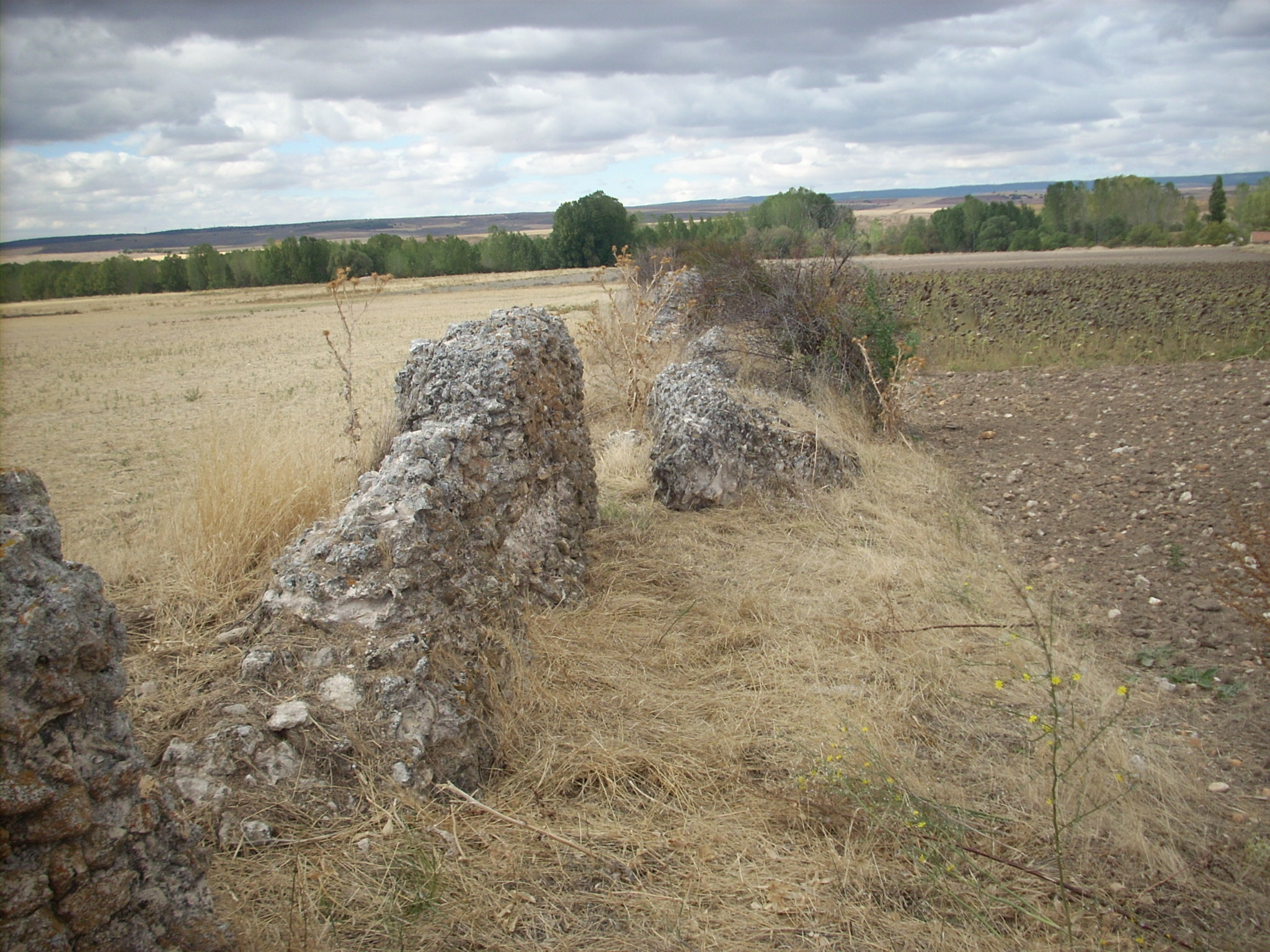
Restos de Los Mercados

Los Mercados es un yacimiento arqueológico situado junto al pueblo de Duratón (municipio de Sepúlveda, Segovia, España). En este sitio se documentan fases de ocupación de la II Edad del Hierro (ss. III-II a. C.), romana (ss. I a. C.-V d. C.), visigoda (ss. V-VII d. C.) y medieval cristiana (ss. XII-XV).
Este lugar parece ser el sitio de ubicación de la ciudad romana de Confluentia o Confluenta, citada por Ptolomeo (2.6.55N).

## Ubicación
El yacimiento se ubica en el paraje denominado Las Muñequillas, a menos de un kilómetro al norte del pueblo de Duratón, en una meseta de suaves pendientes, con cota máxima de 932 m, situada inmediatamente al noreste de la confluencia de los ríos Duratón y Serrano. El límite oriental del yacimiento lo constituye la carretera de Duratón a El Olmo y Boceguillas y el occidental el camino de Duratón al caserío La Serna de Duratón.

## Categoría jurídica
Bien de Interés Cultural. Año de declaración: 1994.

## Fases de ocupación
Época prerromana
Los escasos restos de material cerámico de la II Edad del Hierro recuperados en el lugar apuntan a una pequeña ocupación de Los Mercados de Duratón en los ss. III-II a. C.
Época romana
La superficie de la ocupación romana abarca cerca de 50 ha.
Se documenta un asentamiento de carácter urbano, desarrollado entre los momentos iniciales del s. I a. C. y el s. V d. C.
Los sondeos y excavaciones arqueológicas realizados en Los Mercados desde 2001 y la fotografía aérea permiten observar un entramado urbano regular, generado por ejes dispuesto según un plan ordenado. Se conocen los restos de varios edificios de época romana dentro del yacimiento.
En la zona sur se sitúa una rampa monumental de acceso a la ciudad, excavada en 25 m de longitud y 4 m de anchura, apoyada en un muro de aterrazamiento.
En la zona central se ha excavado un ambiente cuadrado, de 7 m de lado, recorrido por debajo por una cloaca o un canal urbano de un acueducto, que servía de acceso y distribuidor a un gran edificio. Posiblemente se deba reconocer en este unas termas de las que entre 1795 y 1796 se extrajeron varios mosaicos, que fueron a decorar la Casa del Ermitaño del Palacio de Aranjuez (en la actualidad se han perdido la mayor parte, aunque algún resto se conserva en el Museo Arqueológico Nacional de Madrid).
En la zona suroccidental de la ciudad se conocen restos de varias viviendas romanas.
En la zona oriental se sitúa el recinto de Las Paredes, donde se ha identificado un forum pecuarium-campus, situado en el extremo oriental de la ciudad. Se trata de un gran recinto cuadrado cerrado por un muro de 2,1 m de altura y de 150 m de lado. Fue construido en el siglo I o II d. C.
De Los Mercados proceden varios epígrafes romanos e importantes elementos materiales.
Época visigoda
En la superficie de Los Mercados se detecta cerámica visigoda.
Al Norte iglesia de Nuestra Señora de la Asunción se sitúa la necrópolis visigoda. Excavada entre 1942 y 1943, se documentaron 666 tumbas, con importantes ajuares (Museo de Segovia).

## Investigaciones
Las primeras intervenciones conocidas en Los Mercados se remontan al siglo XVIII, con las excavaciones no científicas de C. Rubio y S. Martín Sedeño en 1791 y 1795, realizadas para buscar material de construcción, y de Juan de Villanueva en 1795, dirigidas principalmente a recuperar antigüedades, luego destinadas a decorar el Palacio de Aranjuez.
Las primeras excavaciones científicas en Duratón solo se realizarían entre 1942 y 1943, por Antonio Molinero (Delegado Provincial del Servicio Nacional de Excavaciones Arqueológicas), en la necrópolis visigoda, y de este investigador y Louis Déroche (Universidad de Burdeos) en 1949 en la zona central de la ciudad. Los trabajos se paralizaron durante las décadas siguientes.
En 1992 se efectuaron trabajos de prospección para el Inventario Arqueológico de Castilla y León, que revirtieron en la declaración de Los Mercados como Bien de Interés Cultural.
Entre 2001 y 2002 se desarrollaron nuevos trabajos de excavación, dirigidas por S. Martínez Caballero (Museo de Segovia), J. Mangas (Universidad Complutense de Madrid) y G. Prieto, a través de la Universidad Complutense de Madrid, así como prospecciones arqueológicas, tanto en el yacimiento como en áreas del entorno, dirigidas por A. Orejas (CSIC), enfocadas a calibrar la entidad de Los Mercados, evaluar su estado de conservación y analizar la ocupación del territorio.